# Carlos Chimomole
Carlos Bernardo "Carlitos" Chimomole (sinh ngày 4 tháng 4 năm 1984 ở Maputo) là một cầu thủ bóng đá người Mozambique hiện tại thi đấu cho Liga Muçulmana de Maputo và Mozambique. Anh thi đấu ở vị trí tiền vệ.

## Câu lạc bộ
- 2004-2007:  Desportivo de Maputo
- 2007-2008:  Supersport United
- 2008-:  Liga Muçulmana de Maputo